# Nuoksujärvi
Nuoksujärvi är en sjö i Pajala kommun i Norrbotten och ingår i Kalixälvens huvudavrinningsområde. Sjön har en area på 1,71 kvadratkilometer och ligger 158 meter över havet. Sjön avvattnas av vattendraget Krikinpojanjoki.

## Delavrinningsområde
Nuoksujärvi ingår i det delavrinningsområde (744666-181061) som SMHI kallar för Utloppet av Nuoksujärvi. Medelhöjden är 169 meter över havet och ytan är 8,11 kvadratkilometer. Räknas de 2 avrinningsområdena uppströms in blir den ackumulerade arean 35,02 kvadratkilometer. Krikinpojanjoki som avvattnar avrinningsområdet har biflödesordning 3, vilket innebär att vattnet flödar genom totalt 3 vattendrag innan det når havet efter 162 kilometer. Avrinningsområdet består mestadels av skog (41 procent) och sankmarker (29 procent). Avrinningsområdet har 1,71 kvadratkilometer vattenytor vilket ger det en sjöprocent på 21,1 procent.